# Iglesia de La Recolección (León, Nicaragua)
La iglesia de La Recolección es una rectoría católica ubicada en el centro histórico de la ciudad de León. Se encuentra en el barrio El Sagrario y es parte del territorio parroquial de la Santa Iglesia Catedral. Fue fundada como el Oratorio de Nuestra Señora de los Dolores por los padres recolectos del Oratorio de San Felipe Neri. La primera piedra se colocó en 1786 y fue consagrada en 1788. Actualmente la regentan los padres paulinos.

## Historia
La primera piedra de la Recolección la colocó el obispo Juan Félix de Villegas el 5 de diciembre de 1786 y fue consagrada en 1788. Su patrona es Nuestra Señora de los Dolores y el copatrono es San Felipe Neri. La Congregación del Oratorio salió de Nicaragua en 1829, tras el decreto del estado que desconoce la perpetuidad de votos y confisca los terrenos de las casas religiosas.

### Rectoría Jesuita
Después de la expulsión de las órdenes religiosas la Recolección fue regentada por el clero diocesano. En 1871 los jesuitas fueron expulsados de Guatemala y estos tomaron asilo en Nicaragua. Fueron recibidos con gran entusiasmo por toda la nación y rápidamente se les acomodó en la Recolección. Acá fundan un colegio y una casa religiosa. El poeta Rubén Darío frecuentó bastante la casa de los padres jesuitas y luego daría varios testimonios de su estadía con los padres jesuitas. En 1872 o principios de 1873 recibió en esta iglesia la sotana el Siervo de Dios Mariano Dubón de mano de los padres jesuitas.
En esta casa religiosa residió el R.P. León Tornero, SJ, autor de un libro de versos que contenía 66 composiciones en honor de la Stma. Virgen. Este libro se publicó en 1872 con licencia del Obispo de Nicaragua, D. Manuel Ulloa y Calvo, y sería la fuente de la letra de múltiples peticiones a la Purísima que al día de hoy todavía se cantan, como la petición "Lirio de los bosques" por Alejandro Vega Matus, entre otras. Los jesuitas también trajeron a Nicaragua la forma más difundida del rezo para el Mes de María, cuyo texto era originalmente usado por la Congregación de María.

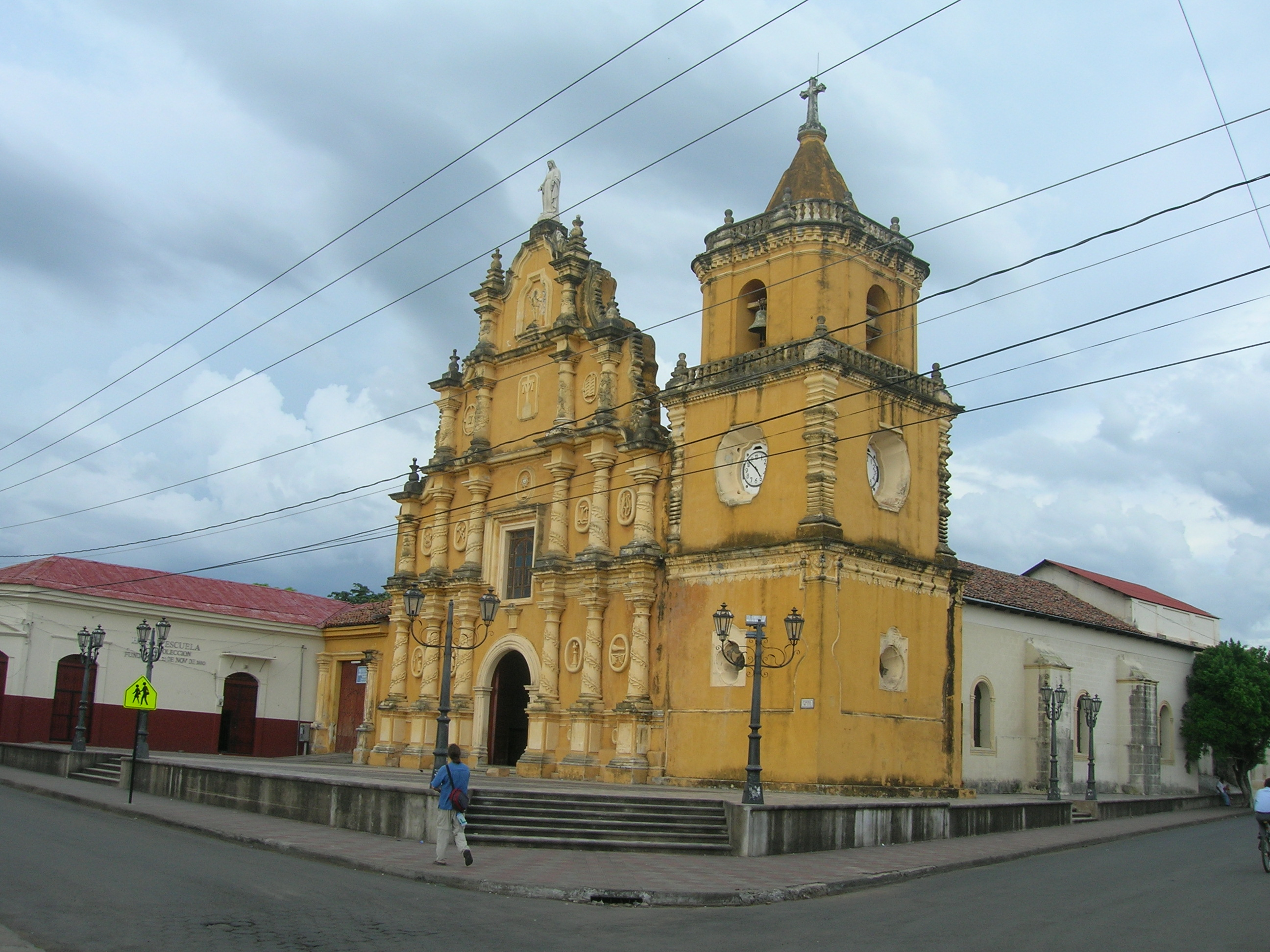
Iglesia y colegio La Recolección

### Rectoría Vicentina
En 1880 Sor Victoria Antonieta Holfembeim funda contiguo a la Recolección el colegio del mismo nombre. En 1881, luego de haber trabajado mucho en Nicaragua, los padres jesuitas fueron expulsados de la república y el templo volvió a ser del clero secular. En enero de 1892 fue ordenado subdiácono y diácono Mons. Simeón Pereira y Castellón por el Obispo de Honduras Mons. Manuel Francisco Vélez. Tras el terremoto del 28 de abril de 1898 las Hijas de la Caridad abandonan el antiguo Hospital San Vicente contiguo a San Juan de Dios y se concentran en el Colegio La Recolección, donde permanecen hasta hoy en día. Ese mismo año llegaron los padres paulinos, quienes son los rectores de dicha iglesia hasta el día de hoy.

## Descripción

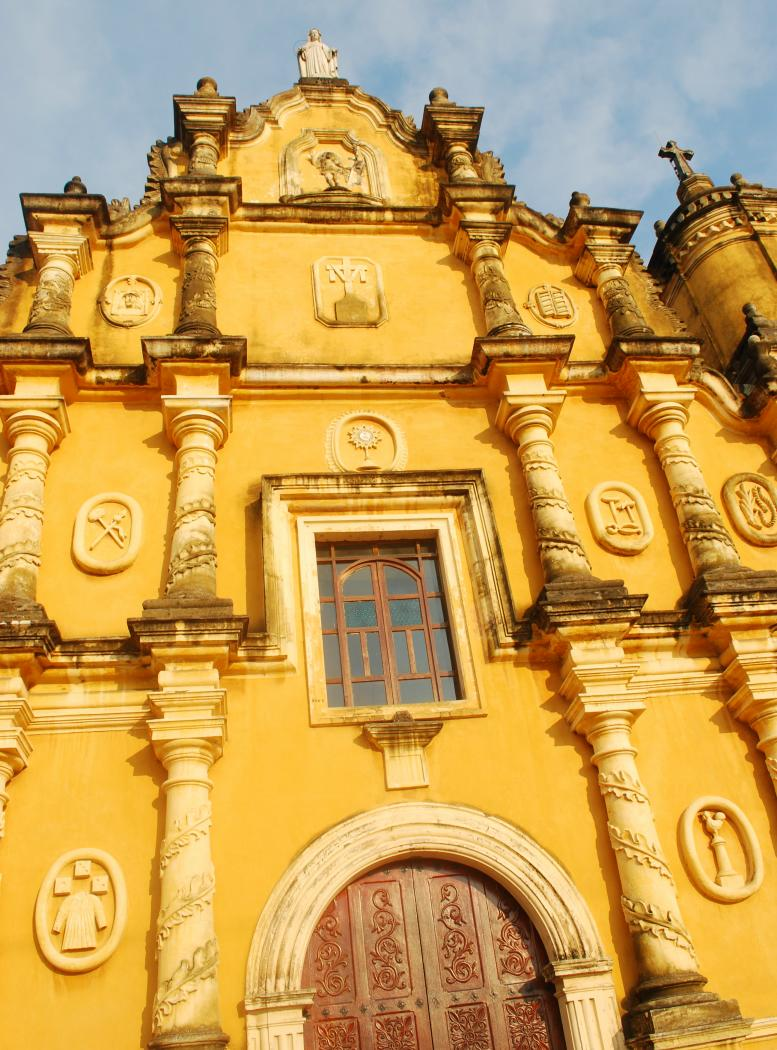
Fachada de La Recolección

La Recolección es más famosa por su fachada labrada en piedra cantera de estilo barroco mexicano. Su diseño es estilo retablo, con cinco calles y cuatro cuerpos. Las calles laterales tienen los emblemas de la pasión. La calle central tiene la puerta del templo, una ventana al coro y los emblemas del Santísimo Sacramento, la Santa Cruz y el Resucitado. Actualmente corona la fachada una imagen de la Medalla Milagrosa. Al lado sur de la fachada se erige el campanario. 
El interior de la capilla consta de un coro alto, una capilla a la Santa Faz, tres naves y un presbiterio. Las paredes norte y sur tienen retablos de Nuestra Señora del Perpetuo Socorro y Nuestra Señora de Guadalupe respectivamente. Son retablos de estilo barroco con influencia neoclásica que hacen juego con el altar mayor. Los altares de las naves norte y sur están dedicados al Sagrado Corazón y al Niño Jesús de Praga. El retablo mayor es de estilo barroco con influencia neoclásica. En el nicho principal se encuentra la imagen de la Inmaculada Concepción de la Medalla Milagrosa. En los nichos laterales se encuentran San José y San Vicente de Paul. El retablo lo corona el reverso de la Medalla Milagrosa, con la Cruz y la M del nombre de María. El presbiterio se encuentra bajo una bóveda de cañón. La pared norte tiene un retablo de cemento hecho por el célebre escultor Jorge Navas Cordonero dedicado a San Antonio de Padua. La iglesia también posee una hermosa talla de la Sangre de Cristo.

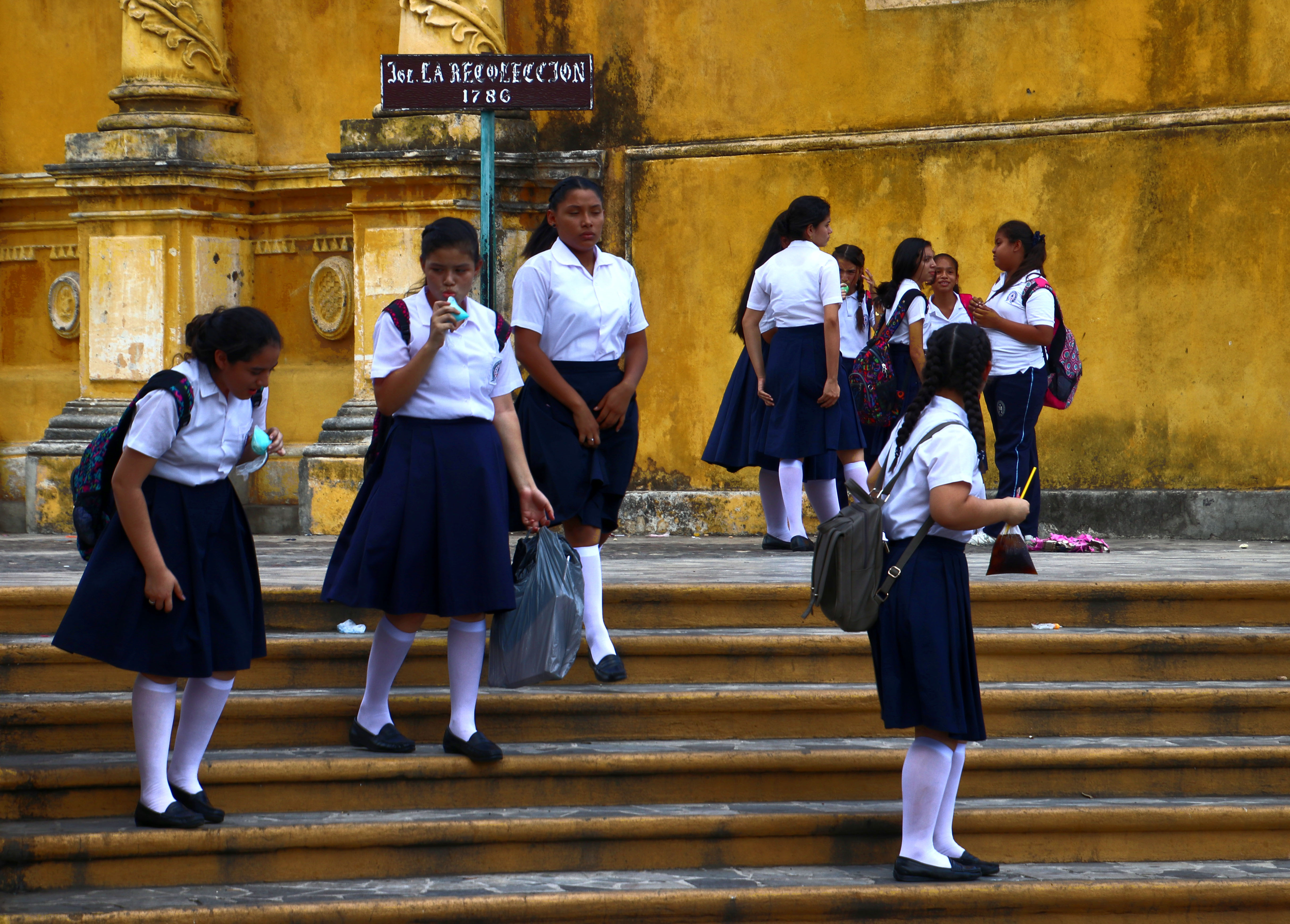
Estudiantes del colegio La Recolección

### Patrimonio Perdido
Antiguamente adornaban las paredes varios cuadros donados por una tía de Rubén Darío, Doña Rita Darío. También se encuentran perdidos hoy en día cualquier pieza de arte que vincule la iglesia a los jesuitas o a sus rectores anteriores, los oratorianos. La iglesia tampoco posee una imagen de su patrona, la Virgen de Dolores. Nunca se ha hecho un cambio oficial de patronazgo pero la feligresía leonesa en general desconoce que esta iglesia está dedicada a la Dolorosa y tiene por copatrono a San Felipe Neri.

## Fiestas
Las fiestas principales son en el mes de noviembre en honor de la Medalla Milagrosa. Antiguamente se celebraba con gran pompa y se rezaba el ejercicio del mes de noviembre en honor de la Medalla Milagrosa, así como la Novena en su honor. La Archicofradía de la Santa Faz celebra la Santa Faz el martes antes del miércoles de ceniza y en el mes de abril, con gran pompa y solemnidad. Antiguamente sacaba esta iglesia una procesión de Ánimas el Martes de la Semana de Dolores. Las procesiones de dicha semana se suprimieron por un sínodo diocesano a principios del siglo XX. También salía el martes santo la procesión de la Oración en el Huerto.